# Sterngebiet

Sternförmige Menge mit Sternzentrum ihr Inneres (grün) ist ein Sterngebiet

In der Mathematik versteht man unter einer sternförmigen Menge eine Teilmenge {\displaystyle M} des {\displaystyle \mathbb {R} ^{n}}, zu der es einen Punkt {\displaystyle x_{0}} gibt (ein Sternzentrum bzw. einen Sternmittelpunkt), von dem aus alle Punkte der Menge „sichtbar“ sind, das heißt, jede gerade Verbindungsstrecke von {\displaystyle x_{0}} zu einem beliebigen Punkt {\displaystyle x\in M} liegt vollständig in {\displaystyle M}.
Ist eine sternförmige Menge zusätzlich offen, so spricht man von einem Sterngebiet.

## Formale Definition
Eine Menge {\displaystyle M\subseteq \mathbb {R} ^{n}} heißt sternförmig, wenn es ein {\displaystyle x_{0}\in M} gibt, so dass für alle {\displaystyle x\in M} die Strecke
{\displaystyle [x_{0}\,x]=\left\{x_{0}+t(x-x_{0})\;\colon \;t\in [0,1]\right\}}
eine Teilmenge von {\displaystyle M} ist.
Eine Teilmenge {\displaystyle M} eines Vektorraums {\displaystyle X} heißt sternförmig um {\displaystyle x_{0}\in M}, wenn für jedes {\displaystyle x\in M} das abgeschlossene Intervall {\displaystyle \left[x_{0},x\right]\subseteq M} ist. Eine Menge {\displaystyle M} wird als sternförmiges Gebiet bezeichnet, wenn es einen Punkt {\displaystyle x_{0}\in M} gibt, sodass {\displaystyle M} um {\displaystyle x_{0}} sternförmig ist.

## Bemerkungen
- Jede nichtleere konvexe Menge ist sternförmig.
- Die Menge der möglichen Sternzentren heißt auch Zentrum der Menge. Man kann zeigen, dass es stets konvex ist. Eine Menge stimmt genau dann mit ihrem Zentrum überein, wenn sie konvex ist.
- Sternförmige Mengen sind kontrahierbar. Daraus folgt:
- Sternförmige Mengen sind einfach zusammenhängend, also insbesondere wegzusammenhängend.
- Ein Sterngebiet ist ein Gebiet.